# Еклесия
Еклесѝята (на старогръцки: ἐκκλησῐ́ᾱ, „събрание“) е народно събрание - върховен орган на държавата в Древна Атина през нейния „Златен век“ (480 – 404 г. пр. Хр.). В него имали право да участват всички атински граждани от мъжки пол, навършили пълнолетие:с. 130 (20 години), без ограничение по ценз. Всеки гражданин имал право да внесе в народното събрание каквото и да било предложение или законопроект и дори да повдигне всякакъв въпрос. Народното събрание се свиквало веднъж месечно, а по-късно три-четири пъти в месеца. Обикновено това ставало в подножието на Акропола на равния хълм Пникс. Едва по-късно то било пренесено в театъра на Дионис. Еклесията решавала най-важните държавни работи: въпросите за войната и мира, изслушвала претенции и сключвала договори за съюз, избирала висшите длъжностни лица и приемала отчетите за тяхната дейност, разглеждала важните съдебни дела, награждавала или лишавала отделни лица от гражданство; накрая еклесията решавала най-разнообразни въпроси от текущия политически живот. Гласуването се извършвало чрез вдигане на ръце. В еклесията се избирали ежегодно (чрез жребий) членовете на Булето, орган, подготвящ решенията ѝ. Народните събрания били свиквани от дежурната притания, а нейният председател председателствал и в народното събрание.
Народното събрание започнало активно да влияе върху хода на държавното управление.